# Новотельбинское сельское поселение
Новотельбинское сельское поселение  или Новотельбинское муниципальное образование — муниципальное образование со статусом сельского поселения в Куйтунском районе Иркутской области России. 
Административный центр — Новая Тельба.

## Население
| 2010 | 2011 | 2012 | 2013 | 2014 | 2015 | 2016 |
| ---- | ---- | ---- | ---- | ---- | ---- | ---- |
| 180  | ↘179 | ↘170 | ↘158 | ↘155 | ↘151 | ↘146 |
| 2017 |      |      |      |      |      |      |
| ↘141 |      |      |      |      |      |      |

По результатам Всероссийской переписи населения 2010 года численность населения муниципального образования составила 180 человек, в том числе 93 мужчины и 87 женщин.

## Населённые пункты
В состав муниципального образования входят населённые пункты
- Новая Тельба
- Заваль
- Наратай
- Зобинский

Исчезнувшие населённые пункты:
- Булухтуй
- Катыгирово
- Солнечный

## История
В 2018 году в Новотельбинское муниципальное образование было включено упразднённое Наратайское муниципальное образование.